# Tropaeolum longifolium
Tropaeolum longifolium är en krasseväxtart som beskrevs av Porphir Kiril Nicolai Stepanowitsch Turczaninow. Tropaeolum longifolium ingår i släktet krassar, och familjen krasseväxter. Inga underarter finns listade i Catalogue of Life.